# 綠猴屬
綠猴屬（學名Chlorocebus），靈長目、猴科的一屬，包括六種。生活在非洲撒哈拉沙漠以南的廣大地區。

## 外部連結
- Barbados Wildlife: Green Monkeys （页面存档备份，存于）
- Primate Info Net Chlorocebus Factsheet （页面存档备份，存于）